# Колодяжный, Олег Иванович
Олег Иванович Колодяжный (укр. Олег Іванович Колодяжний; 19 января 1942, Днепропетровск — 5 октября 2024, Киев) — советский и украинский учёный-химик, член-корреспондент НАНУ (2012).
Окончил Днепропетровский химико-технологический институт (1965). В 1965—1986 годах работал в Институте органической химии АН УССР (Киев), с 1985 года заведующий лабораторией синтеза физиологически активных соединений фосфора.
В 1969 году защитил кандидатскую диссертацию:
- Взаимодействие амидов кислот фосфора с фосгеном и хлористым оксалилом : диссертация … кандидата химических наук : 02.00.00 / О.И. Колодяжный. — Киев, 1969. — 126 с. : ил.

В 1983 году защитил докторскую диссертацию:
- Р-Гетерозамещенные илиды фосфора и их производные : диссертация … доктора химических наук : 02.00.08. — Киев, 1983. — 356 с. : ил.

С 1987 года заведующий лабораторией синтеза физиологически активных соединений фосфора Института биоорганической химии и нефтехимии имени В. П. Кухаря АН УССР (НАНУ).
Доктор химических наук (1983), профессор (1996), член-корреспондент НАНУ (2012).
Научные интересы: синтетическая органическая химия; асимметричный синтез; химия фосфора и биологически активных соединений.
Премия им. А. Киприанова АН УССР (1986). Государственная премия Украины в области науки и техники (2013).
Сочинения:
- Стереохимия, механизмы и области применения электрофильных реакций фосфорорганических соединений. Успехи химии, 2020, 89, 537—572
- Ферментативный синтез фосфорорганических соединений. Успехи химии, 2011, 80, 921—949
- Хиральные гидроксифосфонаты: синтез, конфигурация, биологические свойства. Успехи химии, 2006, 75, 254—282
- Методы получения и применение в органическом синтезе C-замещенных илидов фосфора. Успехи химии, 1997, 66, 246—277
- P-Галогензамещенные илиды фосфора. Успехи химии, 1991, 60, 799—834
- P-гетерозамещенные илиды фосфора. О. И. Колодяжный, В. П. Кухарь. Успехи химии, 1983, 52, 1903—1933.